# ونکتگیریکتا
ونکتگیریکتا (به انگلیسی: Venkatagirikota) یک شهرک در هند است که در Chittoor district واقع شده‌است.

## خصوصیات
ونکتگیریکتا ۶۹۷ متر بالاتر از سطح دریا واقع شده‌است.